# Osternienburger Land
Osternienburger Land é um município da Alemanha, situado no distrito de Anhalt-Bitterfeld, no estado de Saxônia-Anhalt. Tem 138,7 km² de área, e sua população em 2019 foi estimada em 8.498 habitantes.